# Energy Nürnberg
Energy Nürnberg ist ein privater Hörfunksender aus Nürnberg. Energy Nürnberg sendet auf der UKW-Frequenz 106,9 MHz und im Digitalradio DAB+ (Block 10C) ein ganztägiges Programm. Veranstalter ist die Radio 106,9 MHz Nürnberg GmbH. Der Sender ist Nachfolger des früheren Senders Radio Downtown aus Erlangen. Sender und Sendelizenz wurden 1995 von der französischen NRJ Group übernommen. Die Studio- und Redaktionsräume befinden sich auf dem Dach des Einkaufscenters Mercado in Nürnberg.
Aufgrund einer Initiative des Radiosenders wurde im November 2021 ein Weg in der Nürnberger Altstadt in „Bratwurstgasse“ umbenannt.

## Moderatoren
Die Moderatoren heißen Yase und Mark, Saskia, Nina, Laetitia und Mo.

## Ehemalige Moderatoren
- Patrick Hacker: Programmkoordination und Moderation der Energy Drivetime – jetzt PR-Berater bei komm.passion[5]
- Constantin Zöller: Moderation der Toastshow – jetzt als Moderator bei SWR3
- Nic: Moderation von Nic@Work – danach bei Joiz
- Flo & Lola: Moderation der Energy Toastshow – jetzt bei Hit Radio N1
- Claudia Campus: Moderation am Vormittag – jetzt bei 105’5 Spreeradio
- Marcus Fahn: Moderation der Morgen Show – jetzt bei Bayern 1
- At Weaver: Moderation am Nachmittag – jetzt als DJ und im Vertrieb tätig
- Philipp Melzer: Moderation der Morgenshow – jetzt bei Bayern 1
- Tiemo Reim – jetzt bei 104.6 RTL

## Empfang
Das Programm ist im Großraum Nürnberg (Nürnberg, Fürth, Erlangen, Schwabach und Umgebung) auf der Frequenz 106,9 MHz vom Nürnberger Fernmeldeturm zu empfangen. In Erlangen kann Energy Nürnberg zusätzlich über die Frequenz 93,6 MHz empfangen werden. Weitere Verbreitungswege sind die lokalen Kabelnetze, sowie DAB+ (Band III 10 C) und ein Live-Stream.